# 眉山山頂秋フェスタ
眉山山頂秋フェスタ（びざんさんちょうあきフェスタ）は、徳島県徳島市の眉山で毎年秋に徳島市観光協会が主催し開催されているイベントである。

## 概要
徳島市の眉山山頂で行われているイベントで、イベントでは阿波踊りやダンスコンテスト、クロスカントリー等、様々な催しが開かれた。
2009年(平成21年)には徳島を遊びつくすことを目的としたイベント「マチアソビ」と共同開催、喜多村英梨や豊崎愛生等の声優が参加した。以降マチアソビが共同開催されている。

## イベント
- 阿波踊り
- ダンスコンテスト（一般・キッズ）
- クロスカントリー大会
- 徳島グルメストリート
- とくしま物産市